# НХЛ Херитиџ класик 2011.
НХЛ Херитиџ класик 2011. је меч регуларне сезоне Националне хокејашке лиге који се игра на отвореном између канадских хокејашких тимова. Утакмица из 2011. је одиграна на Стадиону Макман, а састале су се екипе Калгари флејмса и Монтреал канадијанса. Флејмси су победили са 4:0 пред 41.022 гледалаца. То је био тек други пут од укупно шест мечева колико се играло на отвореном да је победио домаћи тим.
То је био други по реду Херитиџ класик који је одржан седам сезона после првог класика. Ово је уједно био и први пут у историји Националне хокејашке лиге да су у оквиру једне сезоне одржана два меча на отвореном, пошто је два месеца раније такође одржан Зимски класик у Питсбургу. Упркос критикама да одржавање две такве утакмице у сезони умањује спектакл, Херитиџ класик је засенио све претходне игре на отвореном што се тиче спонзорства. Главни спонзор је био ланац ресторана Тим Хортонс.
Голман Калгарија Мика Кипрусоф је проглашен најбољим играчем на мечу забележивши 39 одбрана а притом не примивши нити један гол (Shutout) и тако постао први голман коме је то пошло за руком на неком мечу на отвореном. Његови саиграчи Рене Бурк и Алекс Тангвеј су освојили другу и трећу награду.
Викенд је садржао и друге бројне мечеве. Све је почело у петак 18. фебруара кад су се у оквиру америчке хокејашке лиге (АХЛ) састали Аботсфорд хитси и Оклахома Сити баронси, а славили су Баронси са 3:1. У суботу се играо меч ветерана Флејмса и Канадијанса. За Флејмсе су овај меч играли играчи који су освојили Стенли куп 1989. године. Херитиџ викенд је завршен у понедељак 21. фебруара утакмицом између јуниорских екипа (чланова западне хокејашке лиге) Калгари хитменса и Риџајна патса. На том мечу је постављен рекорд по посећености на неком јуниорском мечу.

## Други херитиџ класик
Херитиџ класик се играо два месеца након Зимског класика. Одлука челника лиге да играју две утакмице на отвореном у једној сезони наишла је на критике од оних који су тврдили да то умањује спектакл. Такође се тврдило да је Херитиџ класик био покушај лиге да умири канадске навијаче и медије који су били узнемирени да су све претходне Зимске класике играли амерички тимови. Комесар лиге Гари Бетман одбацио је аргументе као „апсурдне“, али се сложио да су две утакмице намењене различитим тржиштима.
Бетман је изјавио да је Зимски класик дизајниран за америчку телевизију и да промовише игру у Сједињеним Америчким Државама, али да лигу настојала да одржи још једну утакмицу за своје канадске партнере. Он је рекао да је осећао да је лига у стању да одржи три значајна догађаја у два месеца трајања, укључујући Ол стар меч.
Главни оперативни директор Џон Колинс је објавио да је лига стекла више спонзорских прихода за ову утакмицу него што је имао имао Зимски класик. Он је изјавио да сваки тим има интерес да убудуће одржи херитиџ класик и да је са главним спонзором, ресторанима Тим Хортонс, потписан вишегодишњи уговор..

## Клубови и терен
Флејмси су неколико пута лобирали да буду домаћин игре на отвореном. Њихов председник Кен Кинг је рекао да су навијачи стално тражили такав меч у Калгарију, те да је тим неколико пута покушавао да добије домаћинство. Они су покушали да буду домаћини Зимског класика из 2010. уместо Бостона.
Челници лиге су коначно одобрили да Калгари 2011. буде домаћин меча на отвореном. Они су прво мислили о изградњи привременог стадиона западно од града или у Лејк Луизу у подножју канадског стењака. Тим је ипак одбацио ове идеје као не практичне и настанио се на Стадиону Макман, дому екипе америчког фудбала Калгари стампидерса и Универзитета Калгари. Стадион Макман има стандардни капацитет од 35.650 места, али је за потребе херитиџ класика капацитет повећан на преко 41.000 гледалаца.
Флејмси су били преплављени жалбама власника сезонских улазница који су били забринути за своја седишта и цене карата. Кинг је одговорио да нема разлога за забринутост истичући да су челници лиге купили утакмицу од Флејмса, и да је тим добио ограничен број места за навијаче са сезонским улазницама.

## Дресови
Као и код других игара на отвореном, екипе су носиле специјалне дресове за овај догађај. Екипа Калгари флејмса је носила дресове кестењасте бој са спаљеним жутим пругама и тен панталоне које су инспирисане дресовима који су носили Калгари тајгерси 1920-их година. Флејмси су носили дресове да одају почаст првом професионалном тим у хокеју на леду у историји града. Као чланови западне хокејашке лиге Тигрови су освојили лигу 1924, али су изгуби финале Стенли купа те године управо од Монтреал канадијанса. Монтреал је носио класичну верзију свог уобичајеног дреса. Разлика је била плава боја са црвеним оквиром, као што су носили пре 1997. године.
Дресови Калгарија су се показали популарни код навијача, и лига је открила да је неколико дана пре утакмице подато 16.000 дресова, у поређењу са око 6.000 дресова Монтреала. Копије дресова су биле широко доступне на Интернету и Краљевска канадска коњичка полиција радила је на томе да се заустави продаја фалсификоване робе која није била оригинална.

## Емитери
Херитиџ класик је преношен широм Северне Америке. Канадска радиодифузна корпорација емитовала је на енглеском језику овај догађај у Канади. Канал Версус емитовао је меч у САД. Догађај је преношен у 3D формату у обе државе. У Канади је преношен на CBC, Сједињеним Америчким Државама преношен је на Xfinity 3D каналу. Утакмица је била први меч на новом 3D каналу Comcast.
Утакмица је имала велику гледаност. У Канади CBC је имао гледаност од 2,1 милион гледалаца, док је RDS имао гледаност од 1,6 милиона гледалаца. У Сједињеним Државама канал Версус је иамо гледаност преко 700.000 гледалаца. За канал Версус то представља четврти најгледанији меч регуларног дела сезоне у историји мреже, и био је најгледанији меч који су играли канадски тимови, а који је преношен у Сједињеним Америчким Државама од кад се мери гледаност.

## Забава
Упркос ветру навијачи су стигли на Макман стадион неколико сати пре почетка меча, како би на време заузели своја места. Навијачи су чекали у великом реду како би купили дресове херитиџ класика. Публика је одржавала добру атмосферу током целе утакмице, док су многи навијачи описивали класик „као шоу који се једном доживљава“. Организатори су организовали забаву испред стадиона. Навијачи су играли ваздушни хокеј, уживали у бесплатној кафи главног спонзора и испробали своје хокејашко умеће
Неколико музичара наступало је пре утакмице. Фајв фор фајтинг извео је своју песму Chances („Шансе“) током церемоније отварања. Канадске Инди рок групе Tokyo Police Club и Metric band наступали у паузи између трећина. Томпсон сквер је извео химну Сједињених Америчких Држава, док је домаћи музичар Пол Брент певао химну Канаде. Монтреал канадијанси нису били задовољни Брентовим извођењем и упутили су жалбу Националној хокејашкој лиги због чињенице да је певао енглеску верзију химне уместо двојезичну верзију. Лига је примила жалбу, али није реаговала.

## Утакмица
Хладно време условило је да игра буде спорија него обично, са ретким физичким контактима. Обе екипе бориле су се да се прилагоде условима, док је особље за одржавање терена неколико пута морало да сређује лед. Одбрамбени играч Калгарија Стив Стејос изјавио је да се Калгаријева тактика сводила на то да играју своју игру. Монтреалов играч Џејмс Визнуски је признао после утакмице да су се канадијанси борили да се прилагое условима.
Флејмси су доминирали у првом периоду игре, што показује однос шутева у оквир гола који гласи 19:8. Голман Канадијанса Кери Прајс имао је неколико одбрана на почетку меча, одбранивши ударце који су упутили Рене Бурк и Алекс Тангвеј. Калгари је у седмом минуту меча имао два играча више, након што су искључени Пернел Карл Субан и Хал Гил. Флејмси су искористили бројчану предност и преко Рене Бурка коме је асистирао Алекс Тангвеј дошли до вођства.
Резултат је остао непромењен све до другог периода. Монтреал је у другом периоду имао већи број шутева ка голу Мике Кипрусофа, укупно 21, али нису успели да га савладају. Они су имали једини пауер плеј (играча више) на утакмици средином треће четвртине када је искључен Џеј Боумистер. Калгари је ипак имао боље шансе што је довело до два њихова поготка. До другог кола су стигли са играчем мање, а стрелац је био Антон Бабчук у 13. минуту. Голом Рене Бурка у 15. минуту, коме је то други погодак на мечу Калгари је повео са 3:0. То је био његов 100 погодак.
Трећи период је био релативно миран. Однос удараца у оквир голова у трећој трећини је био 10:7 у корист Монтреала, а укупно је било 39:37 у целом мечу. Средином треће трећине играч канадијанса Роман Хамрлик је искључен што је било четврто искључење канадијанса, наспрам само једног флејмса. Флејмси су успели да искористе играча више и голом Алекса Тангвека дошли до 4:0 што је био и коначан резултат меча. Голман домаћина Мика Кипрусоф остварио је своју четврту утакмицу у сезони без примљеног поготка и постао први голман коме је то пошло за руком на неком мечу на отвореном. Ово је било тек други пут од шест меча колико се играло на отвореном да је победио домаћи тим. Први пут се то десило на Зимском класику 2010. када су победили Бостон бруинси.

## Време
Непредвидиво време утицало је на утакмицу. Дуготрајне временске прогнозе које су прогнозирале топло време за дан утакмице биле су нетачне. Талас ниских температура погодио је град недељу дана пре утакмице доводећи до тога да су се температуре спуштале и до -20 °C, иако су прогнозери прогнозирали температуру од -6 °C на дан утакмице. Стварна температура је била мало нижа и износила је -8,6 °C на почетку утакмице, али како је сунце зашло температура је пала, а субјективни осећај је износио -21 °C због утицаја ветра. А стварна температура током утакмице била је само мало нижа од просечне температуре Калгарија од 1 °C до -11 °C.
Промена температуре приморала је службу за одржавање леда да одустане од употребе машине за поправку леда због страха од оштећења леда. Уместо тога користили су користили су црево за високи притисак и лопате. Играчи су признали да је било тешко играти због лошег стања леда, али су похвалили напоре Дена Крејга и његову екипу за брзо поправљање делова подлоге где је било потребно. Одбрамбени играч флејмса Кори Сарич изјављује да док је имао потешкоћа у контролисању пака није био забринут за безбедност ледене површине.

## Резиме меча
Голови
| Трећина | Тим | Гол                     | Асистент(и)                                | Време | Погодак |
| ------- | --- | ----------------------- | ------------------------------------------ | ----- | ------- |
| 1.      | КАЛ | Рене Бурк (18) (ПП)     | Алекс Тангvеј (29), Оли Јокинен (30)       | 8:09  | 1:0 КАЛ |
| 2.      | КАЛ | Антон Бабчук (9) (ШХ)   | Кертис Гленкрос (13), Брендан Морисон (29) | 12:44 | 2:0 КАЛ |
| 2.      | КАЛ | Рене Бурк (19)          | Кори Сарич (10)                            | 14:46 | 3:0 КАЛ |
| 3.      | КАЛ | Алекс Тангvеј (16) (ПП) | Џаром Игинла (32), Брендан Морисон (30)    | 10:53 | 4:0 КАЛ |

Број у загради представља гол или асистенције играча ове сезоне
Искључења
| Трећина | Тим | Играч             | Казна                   | Време | Минути |
| ------- | --- | ----------------- | ----------------------- | ----- | ------ |
| 1.      | МОН | Пернел Карл Субан | Саплитање               | 6:11  | 2:00   |
| 1.      | МОН | Хал Гил           | Саплитање               | 6:44  | 2:00   |
| 2.      | МОН | Роман Хамрлик     | Високо подигнута палица | 0:45  | 2:00   |
| 2.      | КАЛ | Џеј Боумистер     | Ометање                 | 10:59 | 2:00   |
| 3.      | МОН | Роман Хамрлик     | Повлачење палицом       | 8:58  | 2:00   |

Шутеви
| Трећина  | 1. | 2. | 3. | Укупно |
| -------- | -- | -- | -- | ------ |
| Монтреал | 8  | 21 | 10 | 39     |
| Калгари  | 19 | 11 | 7  | 37     |

Пауер плеј шансе
|          | Голови/Шансе |
| -------- | ------------ |
| Монтреал | 0/1          |
| Калгари  | 2/4          |

Најбољи играчи меча
|    | Тим | Играч         | Статистика                     |
| -- | --- | ------------- | ------------------------------ |
| 1. | КАЛ | Мика Кипрусоф | 39 одбрана, без примљеног гола |
| 2. | КАЛ | Рене Бурк     | 2 гола                         |
| 3. | КАЛ | Алекс Тангвеј | 1 гол, 1 асистенција           |

## Састави екипа
Неколико играча из обе екипе су се раније појављивале у мечевима на отвореном. За Калгаријевог играча Дејвида Моса, то је његов трећи наступ на отвореном. Први наступ је имао када је играо за универзитет Мичиген 2001. године, а други на отварању Светском првенству 2010. у којем је играо за репрезентацију Сједињених Америчких Држава Његов играч Стив Стејос као члан Едмонтон ојлерса учествовао је на првом Зимском класику који је одржан 2008, када је предводио свој тим са три поена (један гол, две асистенције). За Канадијансе Мајкл Камалери је као и Дејвид Мос из Калгарија играо за универзитет Мичиген 2001, док је одбрамбени играч Џејмс Визнуски као члан Чикаго блекхокса наступао на Зимском класику 2009. који је одржан у Чикагу.
| Калгари флејмси (Победа, 31–22–8) | Калгари флејмси (Победа, 31–22–8) | Калгари флејмси (Победа, 31–22–8) | Калгари флејмси (Победа, 31–22–8) | Калгари флејмси (Победа, 31–22–8) | Калгари флејмси (Победа, 31–22–8) | Калгари флејмси (Победа, 31–22–8) | Калгари флејмси (Победа, 31–22–8) | Калгари флејмси (Победа, 31–22–8) | Калгари флејмси (Победа, 31–22–8) |
| --------------------------------- | --------------------------------- | --------------------------------- | --------------------------------- | --------------------------------- | --------------------------------- | --------------------------------- | --------------------------------- | --------------------------------- | --------------------------------- |
| Тренер: Брент Сатер               |                                   |                                   |                                   |                                   |                                   |                                   |                                   |                                   |                                   |
|                                   | Нац.                              | Играч                             | Позиција                          | Г                                 | А                                 | П                                 | Кмин                              | +/-                               | ШНГ                               |
| 4                                 | Канада                            | Џеј Боумистер (A)                 | O                                 | 0                                 | 0                                 | 0                                 | 2                                 | E                                 | 2                                 |
| 5                                 | Канада                            | Марк Џиордано                     | O                                 | 0                                 | 0                                 | 0                                 | 0                                 | +1                                | 2                                 |
| 6                                 | Канада                            | Кори Сарич                        | O                                 | 0                                 | 1                                 | 1                                 | 0                                 | +2                                | 0                                 |
| 8                                 | Канада                            | Брендан Морисон                   | Ц                                 | 0                                 | 2                                 | 2                                 | 0                                 | +1                                | 1                                 |
| 10                                | Финска                            | Никлас Хагман                     | LК                                | 0                                 | 0                                 | 0                                 | 0                                 | E                                 | 1                                 |
| 11                                | Шведска                           | Микаел Баклунд                    | Ц                                 | 0                                 | 0                                 | 0                                 | 0                                 | E                                 | 1                                 |
| 12                                | Канада                            | Џаром Игинла (K)                  | ДК                                | 0                                 | 1                                 | 1                                 | 0                                 | E                                 | 2                                 |
| 13                                | Финска                            | Оли Јокинен                       | Ц                                 | 0                                 | 1                                 | 1                                 | 0                                 | E                                 | 2                                 |
| 15                                | Сједињене Америчке Државе         | Тим Џекман                        | ДК                                | 0                                 | 0                                 | 0                                 | 0                                 | +1                                | 2                                 |
| 16                                | Канада                            | Том Костопулос                    | ДК                                | 0                                 | 0                                 | 0                                 | 0                                 | E                                 | 3                                 |
| 17                                | Канада                            | Рене Бурк                         | ЛК                                | 2                                 | 0                                 | 2                                 | 0                                 | +1                                | 11                                |
| 18                                | Канада                            | Мет Стејџан                       | Ц                                 | 0                                 | 0                                 | 0                                 | 0                                 | +1                                | 0                                 |
| 20                                | Канада                            | Кертис Гленкрос                   | ЛК                                | 0                                 | 1                                 | 1                                 | 0                                 | +1                                | 2                                 |
| 25                                | Сједињене Америчке Државе         | Дејвид Мос                        | ДК                                | 0                                 | 0                                 | 0                                 | 0                                 | E                                 | 2                                 |
| 27                                | Канада                            | Стив Стејос                       | О                                 | 0                                 | 0                                 | 0                                 | 0                                 | E                                 | 0                                 |
| 28                                | Канада                            | Робин Регер (A)                   | О                                 | 0                                 | 0                                 | 0                                 | 0                                 | E                                 | 0                                 |
| 33                                | Русија                            | Антон Бабчук                      | О                                 | 1                                 | 0                                 | 1                                 | 0                                 | +1                                | 2                                 |
| 40                                | Канада                            | Алекс Тангвеј                     | ЛК                                | 1                                 | 1                                 | 2                                 | 0                                 | E                                 | 4                                 |

|    | Нац.    | Голман         | Резултат | Скор    | ПГ | Ш. | О  | О%    | Мин.  |
| -- | ------- | -------------- | -------- | ------- | -- | -- | -- | ----- | ----- |
| 34 | Финска  | Мика Кипрусоф  | Победа   | 26–19–4 | 0  | 39 | 39 | 1.000 | 60:00 |
| 35 | Шведска | Хенрик Карлсон | —        | —       | —  | —  | —  | —     | —     |

| Монтреал канадијанси (Пораз, 31–22–7) | Монтреал канадијанси (Пораз, 31–22–7) | Монтреал канадијанси (Пораз, 31–22–7) | Монтреал канадијанси (Пораз, 31–22–7) | Монтреал канадијанси (Пораз, 31–22–7) | Монтреал канадијанси (Пораз, 31–22–7) | Монтреал канадијанси (Пораз, 31–22–7) | Монтреал канадијанси (Пораз, 31–22–7) | Монтреал канадијанси (Пораз, 31–22–7) | Монтреал канадијанси (Пораз, 31–22–7) |
| ------------------------------------- | ------------------------------------- | ------------------------------------- | ------------------------------------- | ------------------------------------- | ------------------------------------- | ------------------------------------- | ------------------------------------- | ------------------------------------- | ------------------------------------- |
| Тренер: Жак Мартен                    |                                       |                                       |                                       |                                       |                                       |                                       |                                       |                                       |                                       |
|                                       | Нац.                                  | Играч                                 | Позиција                              | Г                                     | А                                     | П                                     | Кмин                                  | +/-                                   | ШНГ                                   |
| 11                                    | Сједињене Америчке Државе             | Скот Гомез                            | Ц                                     | 0                                     | 0                                     | 0                                     | 0                                     | E                                     | 0                                     |
| 13                                    | Канада                                | Мајкл Камалери                        | ЛК                                    | 0                                     | 0                                     | 0                                     | 0                                     | −1                                    | 3                                     |
| 14                                    | Чешка                                 | Томаш Плеканец                        | Ц                                     | 0                                     | 0                                     | 0                                     | 0                                     | −1                                    | 8                                     |
| 15                                    | Сједињене Америчке Државе             | Џеф Халперн                           | Ц                                     | 0                                     | 0                                     | 0                                     | 0                                     | E                                     | 1                                     |
| 20                                    | Сједињене Америчке Државе             | Џејмс Визнуски                        | О                                     | 0                                     | 0                                     | 0                                     | 0                                     | −1                                    | 1                                     |
| 21                                    | Сједињене Америчке Државе             | Брајан Џионта (C)                     | ДК                                    | 0                                     | 0                                     | 0                                     | 0                                     | −1                                    | 2                                     |
| 22                                    | Сједињене Америчке Државе             | Пол Мера                              | О                                     | 0                                     | 0                                     | 0                                     | 0                                     | E                                     | 2                                     |
| 32                                    | Канада                                | Травис Моен                           | ЛК                                    | 0                                     | 0                                     | 0                                     | 0                                     | E                                     | 3                                     |
| 44                                    | Чешка                                 | Роман Хамрлик                         | О                                     | 0                                     | 0                                     | 0                                     | 4                                     | −1                                    | 1                                     |
| 46                                    | Белорусија                            | Андреј Костицин                       | ЛК                                    | 0                                     | 0                                     | 0                                     | 0                                     | E                                     | 3                                     |
| 53                                    | Канада                                | Рајан Вајт                            | Ц                                     | 0                                     | 0                                     | 0                                     | 0                                     | E                                     | 0                                     |
| 57                                    | Канада                                | Беноа Пулио                           | ЛК                                    | 0                                     | 0                                     | 0                                     | 0                                     | E                                     | 1                                     |
| 58                                    | Канада                                | Давид Деарне                          | Ц                                     | 0                                     | 0                                     | 0                                     | 0                                     | −1                                    | 1                                     |
| 67                                    | Сједињене Америчке Државе             | Макс Пачорети                         | ЛК                                    | 0                                     | 0                                     | 0                                     | 0                                     | −2                                    | 2                                     |
| 68                                    | Швајцарска                            | Јаник Вебер                           | О                                     | 0                                     | 0                                     | 0                                     | 0                                     | −1                                    | 2                                     |
| 75                                    | Сједињене Америчке Државе             | Хал Гил (A)                           | О                                     | 0                                     | 0                                     | 0                                     | 2                                     | E                                     | 3                                     |
| 76                                    | Канада                                | П. К. Субан                           | О                                     | 0                                     | 0                                     | 0                                     | 2                                     | −1                                    | 5                                     |
| 81                                    | Данска                                | Ларс Елер                             | Ц                                     | 0                                     | 0                                     | 0                                     | 0                                     | E                                     | 1                                     |

|    | Нац.   | Голман     | Резултат | Скор    | ПГ | Ш. | О  | О%    | Мин.  |
| -- | ------ | ---------- | -------- | ------- | -- | -- | -- | ----- | ----- |
| 31 | Канада | Кери Прајс | Пораз    | 27–19–6 | 4  | 37 | 33 | 0.891 | 60:00 |
| 35 | Канада | Алекс Олд  | —        | —       | —  | —  | —  | —     | —     |

- Судије — Бред Мајер, Мајк Лего, Мајк Свик, Марк Вилер

## Породични дан
Као део викенда, Флејмси су организовали неколико утакмица током породичног дана. Овај догађај је спојио прошлост и будућност хокеја у граду.

### Аботсфорд хитси - Оклахома Сити баронси
Викенд је почео у петак, 18. фебруара, са утакмицом америчке хокејашке лиге (АХЛ) између Аботсфорд хитса која је партнер Едмонтон ојлерса и Оклахома Сити баронса. Утакмица је привукла 8.407 навијача, а завршила се победом Баронса од 3:1.

### Меч ветерана
Меч ветерана је одигран у суботу 19. фебруара на стадиону Макман. За флејмсе су играли чланови тима из 1989. који је освојио Стенли куп, а неки од њих су Лани Макдоналд, Алан Макинис, Џоел Ото, Теорен Флери и Џо Нуиндајк. За Нуиндајка који је тренутно спортски директор Далас старса учешће на оваквом догађају је веома значајно, јер је успео да учествује упркос боловима у леђима коју осећа када стане на клизаљке. Такође нападач Крејг Конрој је учествовао на овом мечу само неколико недеља пошто се повукао из професионалног бављења хокејом.
Међу играчима који су представљали канадијансе су Мајк Кин, Брајан Скрудланд, Рос Кортнал и Мартен Желина. Утакмица је играна са само два периода, а на крају су победили канадијанси са 5:3. Мечу је присуствовало преко 10.000. фанова, и ако услови за игру нису били идеални, јер се испоставило да је ово била најхладнија ноћ викенда.

### Калгари хитменси - Регина патси
Викенд је завршен 21. фебруара утакмицом јуниорских екипа чланова Западне хокејашке лиге (ВХЛ). Утакмицу су одиграли Калгари хитменси и Регина патси најстарији јуниорски хокејашки тим из Канаде. Интересантан податак је да су хитменси филијала флејмса, а патси некадашња филијала канадијанса. Као и НХЛ тимови тако и ВХЛ тимови су носили ретро дресове. Калгари хитменси су носили дресове слични онима који су носили Калгари канадијанси 1924. године, док су патси носили своје дресове из 1950-их.
Игра се играла у много топлијим условима него меч Калгари флејмси-Монтреал канадијанси, која је играна прошле ноћи. Утакмица је завршена победом патса са 3:2 голом у последњем минуту који је постигао Дајсон Стивенсон. Утакмици је присуствовало 20.888 гледалаца чиме је постављен рекорд по броју гледалаца у Западној хокејашкој лиги и највећи број гледалаца у историји на неком мечу млађих категорија.